# Charitovalgus laetus
Charitovalgus laetus är en skalbaggsart som beskrevs av Gilbert John Arrow 1913. Charitovalgus laetus ingår i släktet Charitovalgus och familjen Cetoniidae. Inga underarter finns listade i Catalogue of Life.